# Remigiusz Wronkowski
Remigiusz Wronkowski (ur. 16 marca 1977 w Toruniu) – polski żużlowiec.
Wychowanek Apatora Toruń. Licencję żużlową zdobył w 1996 roku. Był żużlowcem toruńskiego klubu w latach 1996–1998. W sezonie 1999 reprezentował Wandę Kraków, potem startował w II-ligowym WKM Warszawa. Ostatni sezon swojej kariery (2002) spędził w Krośnie.